# Finlandsparken
Finlandsparken (FLP) er et almennyttigt boligområde i det nordlige Vejle ikke langt fra Nørreskoven. I 2018 og 2019 optrådte området på listen over "hårde ghettoområder", men røg ud af listen i 2020. Siden 2021 er Finlandsparken (FLP) kategoriseret som et såkaldt "forebyggelsesområde".

## Områdets historie
Finlandsparken blev opført som et montagebyggeri mellem 1967 og 1971 og blev renoveret mellem 2010 og 2013. Bebyggelsen består af 11 boligblokke i 4 etager. På 3 af blokkene blev der i 2013 bygget tagboliger. I dag er der 529 boliger i Finlandsparken.

## Sociale problemer
Fra 2010 til 2020 havde Danmark en officiel liste over særligt udsatte almene boligområder (ofte kaldt "ghettoer"). I 2018 og 2019 var området på listen over såkaldte "hårde ghettoområder". I denne periode opfyldte området tre kriterier, der gav det en plads i kategorien "hårdt ghettoområde" (tal for 2018):
- 41,5% beboere uden for arbejdsmarkedet eller uddannelse (ghettokriterium: > 40%).
- 73,5% indvandrere og efterkommere fra ikke-vestlige lande (ghettokriterium: > 50%);
- 77,3% beboere i alderen 30-59 år, der alene har en grunduddannelse (ghettokriterium: > 60%)

Vejle Kommune og AAB Vejle fik i marts 2019 godkendt en ansøgning om dispensation for Finlandsparken således at afgrænsningen for området blev udvidet og at antallet af almene boliger ifølge en udviklingsplan skal nedbringes til 68% i 2030 (fremfor 40%).
Boligområdet blev fjernet fra den officielle ghettoliste i 2020. Beboerformanden for området forudså samme år, at Finlandsparken formentligt vil komme ind og ud af ghettolisten mange år fremover fordi marginalerne er så små, når det gælder antallet af ledige.
I 2021 blev benævnelsen af de forskellige kategorier ændret, således at kategorierne "ghettoområder" og "hårde ghettoområder" blev fjernet. Per 1. december 2021 kom Finlandsparken på Indenrigs- og Boligministeriets liste over såkaldte "forebyggelsesområder", idet området opfyldte alle kriterier for at give det en plads i denne kategori:
- 37,9% af beboerne i alderen 18-64 år er uden tilknytning til arbejdsmarked eller uddannelse (kriterium: > 30%)
- 73,1% indvandrere og efterkommere fra ikke-vestlige lande (kriterium: > 30%)
- 2,23% af beboerne dømt for overtrædelse af straffeloven, våbenloven eller lov om euforiserende stoffer (kriterium: > 1,56%)
- 74,4% beboere i alderen 30-59 år, der alene har en grunduddannelse (kriterium: > 60%)
- 61,6% af beboere i alderen 15-64 år i området (eksklusive uddannelsessøgende) har gennemsnitlige bruttoindkomst for skattepligtige, der er mindre end den gennemsnitlige bruttoindkomst for samme gruppe i regionen (kriterium: < 65%)

## Kendte fra området
Flere navne fra den danske musikscene kommer fra Finlandsparken, blandt andet den dansk-somaliske rapper Jamaika og Ung Cezar.